# Dante (Devil May Cry)
Dante (en japonés: ダ ン テ), también conocido bajo el alias de Tony Redgrave (ト ニ ー ・ レ ッ ド グ レ イ ブ, Tonī Reddogureibu), es un personaje ficticio de la serie de videojuegos Devil May Cry, creada y publicada por Capcom. Presentado como el protagonista del juego de 2001 con el mismo nombre, Dante es un justiciero cazador de demonios dedicado a exterminarlos a ellos y a otros enemigos sobrenaturales en venganza por perder a su madre Eva y tener a su hermano gemelo Vergil perdido. Es el hijo de Sparda, heredando poderes sobrehumanos que usa con una variedad de armas en los juegos. El personaje también aparece en varias novelas de Devil May Cry y volúmenes de manga y aparece en la serie de televisión de anime de 2007. Dante también ha hecho múltiples apariciones como invitado en juegos cruzados. 
Nombrado en honor al poeta italiano Dante Alighieri, el personaje fue diseñado para adaptarse a la visión del diseñador de juegos de Devil May Cry Hideki Kamiya de un hombre "fresco y elegante"; su personalidad se basó en el personaje principal de la serie de manga Cobra. Dante ha sido modificado en respuesta a las críticas en su papel en Devil May Cry 2, ya que su personalidad cambió, haciéndolo más serio y menos hablador, alejándose de su personalidad original. Devil May Cry 3 presenta a un Dante joven y arrogante, y en los siguientes juegos a un Dante mayor pero aún arrogante. Capcom maneja al personaje en la serie principal de Devil May Cry, mientras que Ninja Theory supervisó su personaje en DmC: Devil May Cry.
La caracterización de Dante como un arrogante cazador de demonios con habilidades sobrenaturales lo ha convertido en uno de los protagonistas más icónicos de los videojuegos desde su presentación. La actuación de voz de Reuben Langdon que comenzó en Devil May Cry 3 también ha sido objeto de elogios por el tono que le da al personaje. Comparativamente, su rediseño y caracterización en DmC: Devil May Cry fue muy controvertido por el cambio drástico de su apariencia, más notablemente su icónico cabello blanco.

## Concepto e influencias
Dante debutó en Devil May Cry, un juego originalmente pensado como parte de la franquicia Resident Evil de Capcom. El creador de la serie, Hideki Kamiya, reescribió la historia, tomándola de la Divina Comedia de Dante Alighieri. Originalmente iba a ser un policía occidental. Su primer nombre, Tony Redgrave, sirvió como referencia a uno de los personajes de Resident Evil, Chris Redfield. Según Kamiya, el personaje principal de la serie de manga Cobra de Buichi Terasawa fue la base de la personalidad de Dante. Para darle el "estilo" al personaje lo vistió con un abrigo largo para hacerlo "vistoso" y lo convirtió en un no fumador; Kamiya vio eso como "más genial". Dante usa ropa roja, el color japonés tradicional para una figura heroica, en contraste con Leon S. Kennedy, un personaje que Kamiya creó para Resident Evil 2, que usa ropa azul.
Kamiya dijo que veía a Dante como "un personaje con el que querrías salir a beber", alguien que no era un fanfarrón pero que "haría una broma ridícula y traviesa" en lugar de hacer que la gente lo quisiera (y hacer que el personaje familiar para el público). Cuando se le preguntó sobre la relación entre Dante y Trish, Kamiya dijo que su vínculo era superior al amor. Las palabras clave de Kamiya al describir al personaje eran "compostura" y "ambiente". Aunque Kamiya no fue el escritor principal de las dos primeras novelas de Devil May Cry, vio la descripción de Dante de Shinya Goikeda como similar a la suya. En desarrollo, Dante originalmente se llamaba Tony Redgrade y no llevaba espada.
Devil May Cry fue diseñado desde cero en torno a las acrobacias y habilidades de combate de Dante. Kamiya le dio libertad a Tsuchibayashi al diseñar Dante, aunque había artes conceptuales que Kamiya no aceptaba. Tsuchibayashi produjo el modelo 3D basado en la ropa de otros miembros del personal y una relación poco clara entre Dante y Trish. La forma Devil Trigger le dio dificultades a la idea de darle alas y alterar su rostro, lo que resultó en que el artista realizara muchos bocetos. Se desarrolló un atuendo alternativo con un Dante mayor, aunque el diseñador nunca preguntó por detalles. Sin embargo, cree que este diseño hizo que Dante se pareciera más a Vergil. Tsuchibayashi dice que otros bocetos no proporcionaron más dificultades ya que no había necesidad de igualar su personalidad.
Hideaki Itsuno dijo que para Devil May Cry 5, Dante fue influenciado por los animes Mecha que veía cuando era joven. Itsuno citó el conflicto del personaje con su familia, pero mientras mostraba poderes que revelarían mechas. Itsuno ve la derrota temprana de Dante por el alterego Urizen de Vergil y su despertar de nuevos poderes diabólicos junto con su nueva espada Dante como uno de los cambios más importantes en su caracterización en Devil May Cry 5.

### Personalidad
En Devil May Cry 2, no tenía personalidad. El personal sintió que el estilo de Dante se mantuvo fiel al personaje original (a pesar de su cambio de personalidad) debido a sus movimientos. Daigo Ikeno fue responsable de la aparición de Dante en Devil May Cry 2 y 3. Al desarrollar el primero, intentó hacer a Dante más guapo. En retrospectiva, Ikeno estaba decepcionado con la inacción del personaje en el juego. En el juego precuela, Devil May Cry 3: Dante's Awakening, Dante era un personaje más joven y arrogante que en las entregas anteriores. Los diseñadores de Devil May Cry 2 volvieron a diseñar su nuevo look, que se basó en la banda japonesa Johnnys. Este Dante mostró más piel debajo de su chaqueta que el personal creía que encajaría con su persona más joven. Tratando de mantenerse fiel a la idea original de Kamiya, el personal trabajó cuidadosamente para hacer que sus acciones y personalidad fueran atractivas. Bingo Morihashi dijo que la caracterización de Dante pretendía ser una desviación del estilo de Kamiya y más un esfuerzo de equipo. Según Morihashi, a pesar de ver al personaje en tres juegos, tuvo problemas para entenderlo. Aunque Dante es un personaje fuerte, se abre a los demás. La respuesta de los fanáticos a este Dante llevó a Morihashi a decir que el equipo se inspiró en el Dante de Devil May Cry pero que necesitaba cambiarlo. Sin embargo, el papel del personaje al enfrentarse al mundo afectó al escritor. Dante y su hermano gemelo Vergil representan uno de los temas de Devil May Cry 3 (el amor familiar). Si bien inicialmente Dante solo desea divertirse mientras lucha contra los demonios, la determinación de Lady de detener a su padre lo conmueve. Decide detener al padre corrupto de Lady, así como a Vergil, que desea abrir la puerta al mundo de los demonios. 
El productor de Devil May Cry 4, Hiroyuki Kobayashi, señaló antes del lanzamiento del juego que su objetivo era hacer que Dante pareciera significativamente más poderoso que su otro protagonista, Nero, para crear una diferencia entre la fuerza de un "veterano" y la de un "novato". La continuidad de la serie también dictaba que Dante mostrara el poder que poseía después de los eventos del primer juego y su precuela (Devil May Cry 3). La introducción de un nuevo protagonista se había discutido varias veces, pero solo se aprobó con la condición de que Dante también tuviera que aparecer en el juego. El personal temía recibir comentarios negativos similares a lo que había sucedido con el juego de Konami en 2001, Metal Gear Solid 2: Sons of Liberty, que resultó ser muy controvertido debido al cambio de protagonistas. Como resultado, el equipo intentó equilibrar la fuerza de Dante y Nero. Debido a las similitudes físicas entre Dante y Nero, el personal tenía como objetivo hacer que sus diseños fueran únicos y hacer que sus personalidades se destacaran en sus interacciones con otros personajes. Un ejemplo fue el antagonista de Devil May Cry 4, Agnus. Nero permaneció en desacuerdo con Agnus en las escenas, pero Dante se burló de Agnus en una burla musical antes de que el jefe peleara con él, lo que significaba cuán diferentes eran los dos personajes jugables en términos de personalidad.
Itsuno inicialmente encontró las motivaciones de Dante en los primeros juegos simples: "Derrota a este chico malo". Con Devil May Cry 5, el objetivo era infundir curiosidad e impulso. Matt Walker señaló el deseo de Dante de ver si Urizen estaba conectado con su hermano Vergil, dando más profundidad a su caracterización. La derrota temprana del personaje a manos de Urizen junto con la destrucción de su espada Rebellion tenía la intención de enfatizar los débiles poderes de Dante establecidos por la narrativa y cómo, a través de ella, obtendría nuevas habilidades para enfrentar al antagonista en una revancha. Además, Dante y Nero se respetarían el uno al otro ya que se hicieron amigos al final del juego anterior. El evento culminante del juego donde Nero despierta sus poderes demoníacos y detiene la lucha entre Dante y Vergil estaba destinado a darle a la historia una forma más profunda. Con respecto a cómo jugaría Dante, Itsuno dijo que se parecería más a su personaje en Devil May Cry 3. Sin embargo, dijo que Dante es más maduro desde el punto de vista de la personalidad, ya que todavía desea proteger a la humanidad y honrar el legado de su padre, Sparda.

### Nuevo diseño
A pesar de que Devil May Cry 4 fue un gran éxito, Capcom decidió reiniciar su franquicia, para atraer a un nuevo público y arreglar varios huecos argumentales que tenía su historia, sin embargo, decidieron encargarle esta labor al estudio europeo Ninja Theory; su equipo creativo no quería cambiar el diseño original del personaje, incluso se dice que los primeros diseños que hicieron, solo tenían unas cuantas modificaciones, sin embargo Capcom les dijo que querían algo nuevo y que lo re diseñaran por completo; Mientras que el Dante de Kamiya estaba dirigido a un público adulto oriental, este nuevo Dante estaba dirigido a un público adolescente occidental. Motohide Eshiro fue el encargado de hacer esta nueva versión del cazador de demonios, él intento que fuera algo totalmente nuevo, aún sabiendo que habría mucha polémica; Se inspiró en la idea de Christopher Nolan de la trilogía The Dark Knight, de hacer una versión más realista de los personajes.
Aquí su saco es corto, luce más como una chamarra de piel, además de que tiene la bandera del Reino Unido en el brazo izquierdo y en vez de tiene una tonalidad negra por fuera y rojiza por dentro. Su cabello es igualmente corto y negro, lo cual causó una gran controversia; El Devil Trigger de DmC le da tanto a Dante como a Vergil, una apariencia muy similar a la de juegos anteriores, el equipo creativo ha dicho múltiples ocasiones que la apariencia joven de los personajes y que el color de pelo sea negro, se debe a que este juego serviría como introducción a una nueva franquicia y querían explicar porque tiene el pelo blanco. Cosa que cobra sentido en el juego, pues el pelo de Dante va decolorándose a lo largo de la historia.
Aquí Dante luce mucho más joven, además de que es más parecido a un «rufián callejero que a un maestro de la espada». El equipo creativo dijo que su idea para el cazador de demonios era igualmente «hacerlo cool y que la audiencia se sintiera "con estilo" mientras lo juega.»

## Características

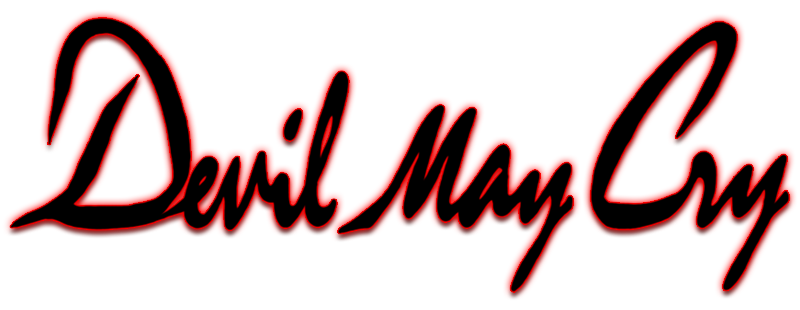
Dante tiene un negocio privado conocido como: «Devil May Cry», el cual se especializa en casos paranormales.

### Franquicia original
Dante es un investigador privado y mercenario especializado en «casos paranormales», aunque él siempre prefiere ser llamado «cazador de demonios»; tiene su propia compañía llamada Devil May Cry (lit. El Demonio Puede Llorar), el nombre refleja el lado humano de Dante, y su capacidad de sentir el miedo, la ira y la tristeza, al final del primer juego, rebautiza su compañía como Devils never cry (lit. Los Demonios nunca lloran). Es musculoso, tiene ojos azules y el pelo blanco, suele llevar abrigos de color rojo y pantalones negros. 
Según las leyendas dentro del universo ficticio de Devil May Cry, Hace más de 2000 años los demonios atacaron la Tierra, pero uno de ellos, pensaba diferente, él amaba a la humanidad por lo que decidió rebelarse a su raza y proteger a los humanos, este era un demonio muy poderoso llamado Sparda; Mucho tiempo después fue asesinado por el rey del inframundo Mundus, muy poco tiempo después Eva dio a luz a sus hijos, Dante y Vergil, ella les obsequio un amuleto a cada uno, los cuales más tarde se revelarían como las llaves para abrir las puertas del Infierno. Dante amaba a su madre, pero fue asesinada por demonios, lo cual causó gran odio en su corazón hacia esa raza y se decidió a cazarlos desde entonces. 
Una frase característica del personaje es «Devils never cry» (lit. Los demonios nunca lloran), generalmente lo utiliza con demonios que al igual que él, han descubierto su lado humano, y por lo tanto pueden sentir amor y compasión hacia otros seres, y ya no son peligro para la humanidad.
Posee múltiples armas, de fuego y cuerpo a cuerpo, entre ellas destacan Ebony e Ivory, dos pistolas gemelas que tienen grabado «For Tony Redgrave, By.45 Art Warks» (Tony Redgrave es uno de los alias de Dante) y una espada llamada Rebellion, la cual posee una gran fuerza pero a diferencia de la espada Yamato es mucho más lenta.

### DmC: Devil May Cry
En el reinicio de la serie, DmC: Devil May Cry, Dante y Vergil son néfilim (híbrido entre ángel y demonio), por lo cual tienen las habilidades de ambas especies, en esta versión su pelo es negro y no blanco, su abrigo es de color gris oscuro por la parte exterior, y roja por la interior, posee las mismas capacidades que en juegos anteriores, pero más limitadas, es decir, este Dante es mucho menos poderoso y más vulnerable que el original, esto se debe a que Ninja Theory (equipo encargado de recrear la franquicia) quería un tono más realista. Dante sigue confiando en su espada Rebellion y sus pistolas Evony e Ivory.

## Apariciones

### En los juegos deDevil May Cry
En el Devil May Cry original Dante es visitado por Trish, una mujer que tiene un enorme parecido con su difunta madre, ella le pide que detenga al rey de los demonios Mundus, sin embargo ella no es más que una de las secuaces de este último. Dante es llevado por Trish hasta la guarida del rey demonio, donde se topa con muchos seres de gran poder, entre ellos su hermano Vergil, quien está bajo el control de Mundus. Durante el juego Dante salva a Trish de morir, y más tarde ella le devuelve el favor cuando estaba a punto de ser asesinado por Mundus. Ellos terminan volviéndose socios y forman la compañía Devils never cry. 
Devil May Cry 2, está concentrado en dos personajes, Dante y Lucia los cuales comparten un mismo fin, asesinar a Arius, un empresario que pretende usar el poder demoniaco para conquistar el mundo, en el epílogo del juego, Dante tiene que enfrentarse con un demonio llamado Argosax el caos, pero al final tiene que sacrificarse para evitar la muerte de miles de personas, quedando encerrado en el mundo demoniaco. 
Devil May Cry 3: Dante's Awakening es la primera precuela del juego, cuenta a un Dante mucho más joven y menos experimentado en el combate, el juego también se enfoca en la historia de su hermano gemelo, Vergil. Este último pretende romper el sello de su padre, el cual tiene como finalidad dividir el mundo humano del demoniaco, Vergil tiene la ayuda de un hombre llamado Arkham, quien más tarde lo traiciona, con el fin de obtener «El poder de Sparda», la hija de Arkham, Mary (o Lady, como la llama Dante) tiene la finalidad de detener a su padre. Mientras que Dante solo busca vengarse de su hermano en un principio, pero poco a poco va madurando y entendiendo el verdadero problema con el que tiene que lidiar. Al final tiene que asesinar a su hermano para evitar que este abra las puertas del mundo demoniaco, pero Vergil termina siendo poseído por Mundus, Dante triste por la muerte de su hermano bautiza a su compañía Devil May Cry.
Devil May Cry 4 es el primer juego donde Dante no es el personaje principal, él más bien es visto como un antagonista al principio del juego, después de que aparentemente asesinó a Sanctus, el líder de «La orden de la espada». Quien se lleva el papel principal aquí es Nero, un adolescente que al igual que Dante es mitad demonio. Dante más tarde le dice porqué intentó matar a Sanctus, Nero se da cuenta de que el verdadero enemigo es Sanctus y que su aliado es Dante, y juntos deciden destruir a la Orden. 
Devil May Cry 5 se basa después de Devil May Cry 4, donde Nero acaba trabajando en Devil May Cry. Todo empieza cuando Dante es visitado por un hombre misterioso que se hacer llamar V, que le cuenta que un poderoso demonio está a punto de resurgir y que es su motivo para luchar. Decidido, fue a por ese demonio en compañía de Lady y Trish al que V llamó Urizen. En un intento de esperanza, Nero aparece junto a V para intentar derrotar a Urizen pero fue derrotado y Dante se sacrificó para que Nero y V pudieran huir. Meses más tarde, Nero vuelve a por la revancha y V fue a buscar la legendaria espada Sparda, V consiguió encontrarla y a su vez a Dante que estaba inconsciente. Dante recobró el sentido y fue a por Urizen con un nuevo poder al absorber la Rebellion y Sparda. Dante consiguió derrotar a Urizen pero V apareció y se unió con el, restaurando a Vergil. Dante trató de contarle a Nero que no podía luchar contra Vergil ya que el era su padre. Dante y Vergil se enfrentan otra vez en lo más alto del Qliphoth y antes de que ambos murieran, Nero apareció con un nuevo poder. Se enfrentó a su padre y salió victorioso, Dante y Vergil fueron al infierno a cortar el Qliphoth mientras que Nero se quedó en el mundo humano, acabando así con aquella invasión.

### Reboot
En DmC: Devil May Cry, se presenta a un Dante de un universo alternativo al de la serie original, él se dedica a cazar demonios y a arreglar todo tipo de caso paranormal. También muchas veces es arrastrado al «Limbo», un mundo paralelo donde reinan los demonios. él recibe la visita de una medium llamada Kat, con una invitación de su hermano Vergil para ayudarlo a salvar el mundo de los demonios y destruir a Mundus. Al principio deniega esta oferta, pero tras descubrir que Mundus asesino a su madre decide ayudar. Tanto Dante como Vergil son néfilim, hijos de un ángel y un demonio, su madre era Eva, mientras que su padre era Sparda, un demonio sumamente poderoso, el segundo al mando de Mundus, pero traiciona a este último por el amor que le tenía a Eva, el rey demonio furioso asesino a su esposa y encerró a Sparda en los confines del infierno, ahora busca asesinar a Dante también, sin embargo, él no sabe de la existencia de Vergil, por lo que este último está oculto en las sombras la mayor parte del tiempo. Al final Dante y Vergil asesinan a Mundus y cierran la puerta que dividía el Limbo del mundo real, haciendo visible la existencia de los demonios a todo el mundo, Dante le ofrece a Vergil que juntos destruyan a los demonios que queden y finalicen su tarea, pero Vergil le revela que siempre quiso derrocar a Mundus para usar su lugar como rey, Dante impactado se opone a su hermano y comienza una brutal pelea entre los hijos de Sparda, Dante se ve obligado a utilizar la habilidad de Devil Trigger para vencer a su hermano, pero debido al tiempo que lo uso, su pelo quedó decolorado. Dante y Vergil se enemistan y toman sus propios caminos.

## Otros medios
Dante ha tenido otras apariciones fuera de la franquicia de Devil May Cry. En 2007, el estudio Madhouse, comenzó a producir un anime basado en la franquicia de videojuegos. La serie fue estrenada el 14 de junio de 2007 y terminó en septiembre del mismo año. Cuenta con 12 episodios y las actuaciones estelares de Toshiyuki Morikawa como Dante y Atsuko Tanaka como Trish. La serie de Viewtiful Joe, también creada por Hideki Kamiya, cuenta con apariciones de Dante como personaje jugable, Viewtiful Joe para PlayStation 2 y Viewtiful Joe: Hot Rumble para PlayStation Portable. 
- Se tenía pensado que Dante apareciera en Soulcalibur III, pero por motivos desconocidos fue removido en el último momento.

- Él aparece como un enemigo y aliado opcional en la Director's Cut de Shin Megami Tensei: Nocturne. Su inclusión fue sugerida por el personal de Atlus debido a lo bien que Dante podría encajar en la trama del juego y convenció a Capcom para incluirlo.

- Aparece como una carta en SNK vs. Capcom: Card Fighters DS.

- Apareció en Marvel vs. Capcom 3 y en su versión mejorada, Ultimate Marvel vs. Capcom 3 como un personaje jugable, su encarnación en este juego está basada en la de Devil May Cry 3, su contraparte de Marvel Comics es Deadpool.

- La nueva versión del personaje aparece en PlayStation All-Stars Battle Royale lo que generó la disconformidad de muchos fanáticos de la franquicia al esperar el diseño clásico del personaje.

- Dante vuelve a aparecer en la última entrega de Marvel vs Capcom Marvel vs. Capcom: Infinite.